# 张泱
张泱（1961年—），河南汝南人，汉族，中华人民共和国政治人物、第十一届全国人民代表大会黑龙江地区代表。
毕业于东北林业大学森林工程专业。加入中共，担任黑龙江省铁力市市长。2008年起担任全国人大代表。